# Pyinmana
Pyinmana (burmesiska: ပျဉ်းမနားမြို့) är ett område i unionsterritoriet Naypyidaw i centrala Myanmar. Den var förr en självständig stad i Mandalaydivisionen men kom under Naypyidaws administration 2008, och utgör idag ett kommunalt distrikt inom unionsterritoriet. Pyinmana ligger några kilometer öster om Naypyidaws centrala delar men i takt med den sedan 2005 nyanlagda huvudstadens uppbyggnad har Pyinmana mer och mer integrerats i huvudstadens sammanhängande bebyggelse. Folkmängden i det kommunala distriktet uppgick till 156 701 invånare 2011, varav 57 495 invånare räknades som urban befolkning. Skogsbruk och sockerrörsodling är viktiga näringar i området. Yezin, som ligger drygt en mil nordost om Pyinmana och inom det kommunala distriktet, har sedan senare delen av 1970-talet varit ett forskningscentrum i Burma.
Pyinmana var basen för Burmas självständighetsarmé och platsen där armén och dess officerare tränades. När armén bytte sida och började stödja de allierade med gerillakrig sågs detta som en seger av burmeserna och Pyinmana blev en symbol inom den burmesiska armén som platsen där "de överlägsna angriparna" besegrades. Många har påstått att detta är anledningen till att den nuvarande juntan valt Pyinmanaregionen som platsen från Burma ska försvaras om landet blir anfallet igen.